# ŻKS Białystok
ŻKS Białystok — żydowski klub sportowy z siedzibą w Białymstoku, rozwiązany wraz z wybuchem II wojny światowej.

## Piłka nożna
Klub powstał w 1918 roku jako jeden z pierwszych białostockich klubów żydowskich. Bez wątpienia był najlepszą z żydowskich drużyn, a w Białymstoku ustępował tylko Jagiellonii. Klub na początku lat 20. został rozwiązany (zdelegalizowany), ponownie zalegalizowany w 1923 roku. W roku 1935 doszło do połączenia dwóch najsilniejszych żydowskich klubów piłkarskich — ŻKS Białystok oraz Makabi Białystok. Fuzja z pewnością miała na celu zwycięstwo w białostockiej klasie A i próbę wygrania eliminacji o Ligę. Żadna z drużyn białostockich w tym czasie nie była w stanie pokonać WKS-u Grodno. W roku 1939, wraz z wybuchem wojny, rozgrywki zawieszono, a żydowskie kluby rozwiązano.

## Sezony
| Poziomy rozgrywkowe                                                                   | Poziomy rozgrywkowe | Poziomy rozgrywkowe | Poziomy rozgrywkowe | Poziomy rozgrywkowe | Sezony, opis | Sezony, opis   | Sezony, opis | Sezony, opis | Sezony, opis | Sezony, opis  | Sezony, opis           | Sezony, opis | Sezony, opis     |
| I                                                                                     | II                  | III                 | IV                  | V                   | Sezon        | Liga           | Poz.         | Pkt.         | Bramki       | Z/R/P         | Uwagi                  | Nazwa        | ZPN              |
| ------------------------------------------------------------------------------------- | ------------------- | ------------------- | ------------------- | ------------------- | ------------ | -------------- | ------------ | ------------ | ------------ | ------------- | ---------------------- | ------------ | ---------------- |
| MP                                                                                    | A                   | B                   | C                   |                     | 1923         |                |              |              |              |               |                        |              |                  |
| MP                                                                                    | A                   | B                   | C                   |                     | 1924         | Klasa C        | 1            | b.d.         | b.d.         | b.d.          | (podgrupa białostocka) | ŻKS          | Wileński OZPN    |
| MP                                                                                    | A                   | B                   | C                   |                     | 1925         |                |              |              |              |               | Przerwa w rozgrywkach. | ŻKS          |                  |
| MP                                                                                    | A                   | B                   | C                   |                     | 1926         | Klasa C        | 2            | b.d.         | b.d.         | b.d.          | (podgrupa białostocka) | ŻKS          | Wileński OZPN    |
| L                                                                                     | A                   | B                   | C                   |                     | 1927         | Klasa B        | 3            | 9            | b.d.         | b.d.          |                        | ŻKS          | Warszawski OZPN  |
| L                                                                                     | A                   | B                   | C                   |                     | 1928         | Klasa B        | 2            | b.d.         | b.d.         | b.d.          |                        | ŻKS          | Warszawski OZPN  |
| L                                                                                     | A                   | B                   | C                   |                     | 1929         | Klasa A        | 3            | 9            | 19-23        | 4/1/5         |                        | ŻKS          | Białostocki OZPN |
| L                                                                                     | A                   | B                   | C                   |                     | 1930         | Klasa A        | 2            | b.d.         | b.d.         | b.d.          |                        | ŻKS          | Białostocki OZPN |
| L                                                                                     | A                   | B                   | C                   |                     | 1931         | Klasa A        | 3            | 18           | 38-26        | 8/2/4         |                        | ŻKS          | Białostocki OZPN |
| L                                                                                     | A                   | B                   | C                   |                     | 1932         | Klasa A        | 4            | 13           | 24-34        | 6/1/7         |                        | ŻKS          | Białostocki OZPN |
| L                                                                                     | A                   | B                   | C                   |                     | 1933         | Klasa A (gr.I) | 1 (2)        | 11 (0)       | 22-5 (2-5)   | 5/1/0 (0/0/2) | [ 4 ]                  | ŻKS          | Białostocki OZPN |
| L                                                                                     | A                   | B                   |                     |                     | 1934         | Klasa A (gr.I) | 3            | 6            | 16-21        | 3/0/3         | [ 5 ]                  | ŻKS          | Białostocki OZPN |
| Po sezonie fuzja z Makabi Białystok, powstał nowy klub o nazwie ŻKS Makabi Białystok. |                     |                     |                     |                     |              |                |              |              |              |               |                        |              |                  |